# Chronologie des houillères de Ronchamp
La chronologie des houillères de Ronchamp rassemble toutes les dates qui ont marqué l'histoire des houillères de Ronchamp et de l'après-mine.

## XVIIIesiècle
- 1744, découverte du charbon dans deux galeries[1].
- 1751, première demande de concession[2].
- 21 avril 1757, accord de la concession de Ronchamp aux seigneurs de Ronchamp[1].
- 11 septembre 1757, accord de la concession de Champagney aux princes-abbés de Lure[1].
- 25 octobre 1766, accord de la concession de Mourière au prince de Bauffremont[1].
- 1783, creusement d'une grande rigole d'écoulement pour récupérer les eaux de la mine[3].
- 1792, les mines sont décrétées biens nationaux[2].

## XIXesiècle

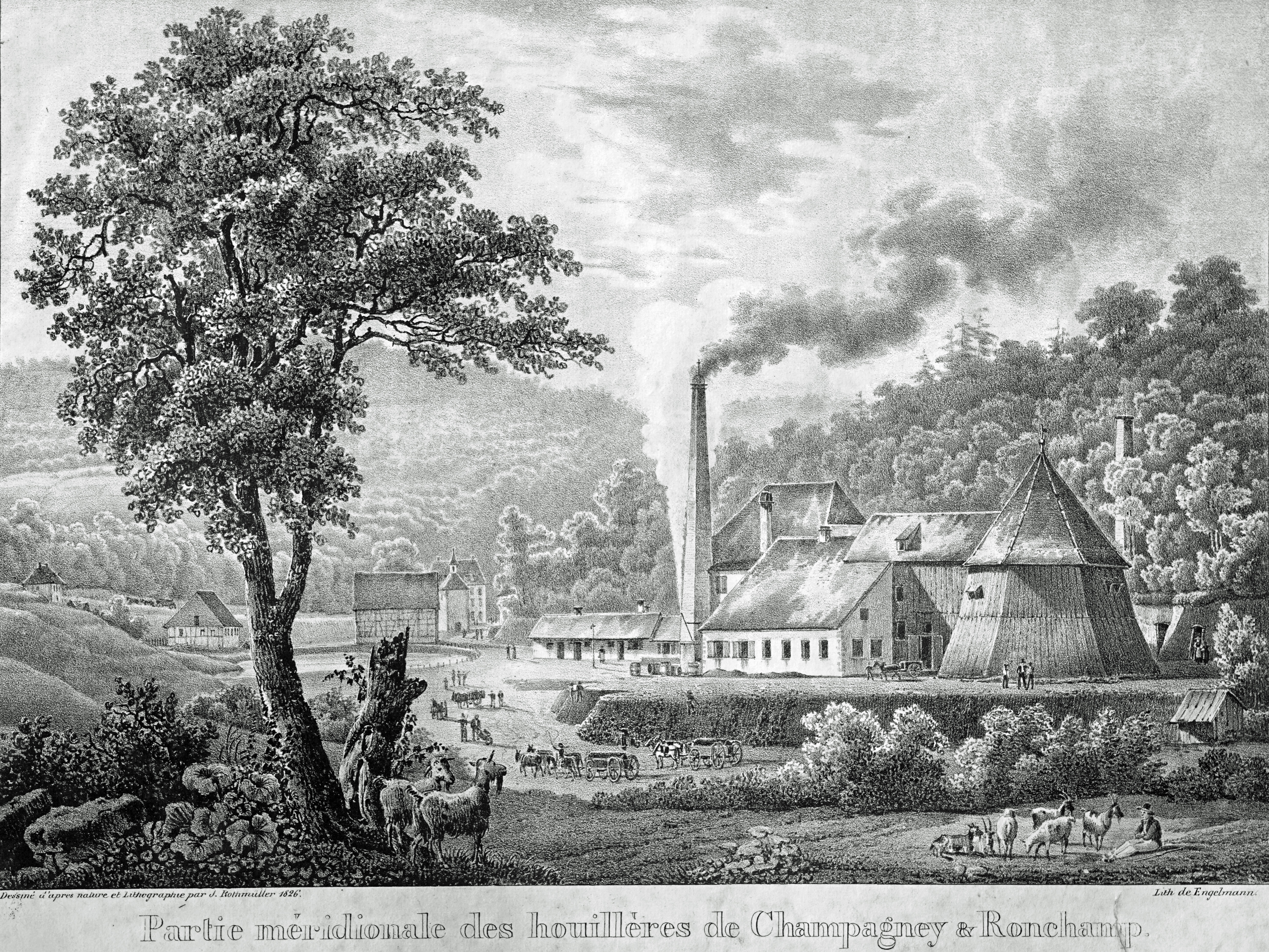
Le puits Saint-Louis.

- 1801, les mines sont restituées à la famille Reinach[2].
- 1812, achat par la Société Dollfus-D'Andlau et Cie[2].
- 1820, le puits Saint-Louis est le premier puits de plus de 100 mètres dans le bassin[3].
- 1825, utilisation généralisée des lampes de sûreté primitives Davy à la suite de la première catastrophe du puits Saint-Louis[4].
- 1837, construction d'une forge à l’anglaise[2].
- 1840, recherche au-delà du soulèvement de l’Étançon avec le puits n° 7[4].
- 1843, achat par la Société Demandre-Bezanson et Cie[2].
- 1851, emploi d'une machine à vapeur au fond du puits Saint-Charles[3].
- 1854, construction de hauts fourneaux et transformation de la compagnie en "Société civile des Houillères de Ronchamp" (SCHR)[2].
- 1862, création de la société concurrente d’Éboulet[2].
- 1863, premiers fours à coke au puits Saint-Joseph[2].
- 1866, fusion des compagnies de Ronchamp et Éboulet[2].
- 1870, utilisation de l'air comprimé au fond de la mine[3].
- 1898, construction des ateliers de triage-lavage au puits du Chanois[2].

## XXesiècle

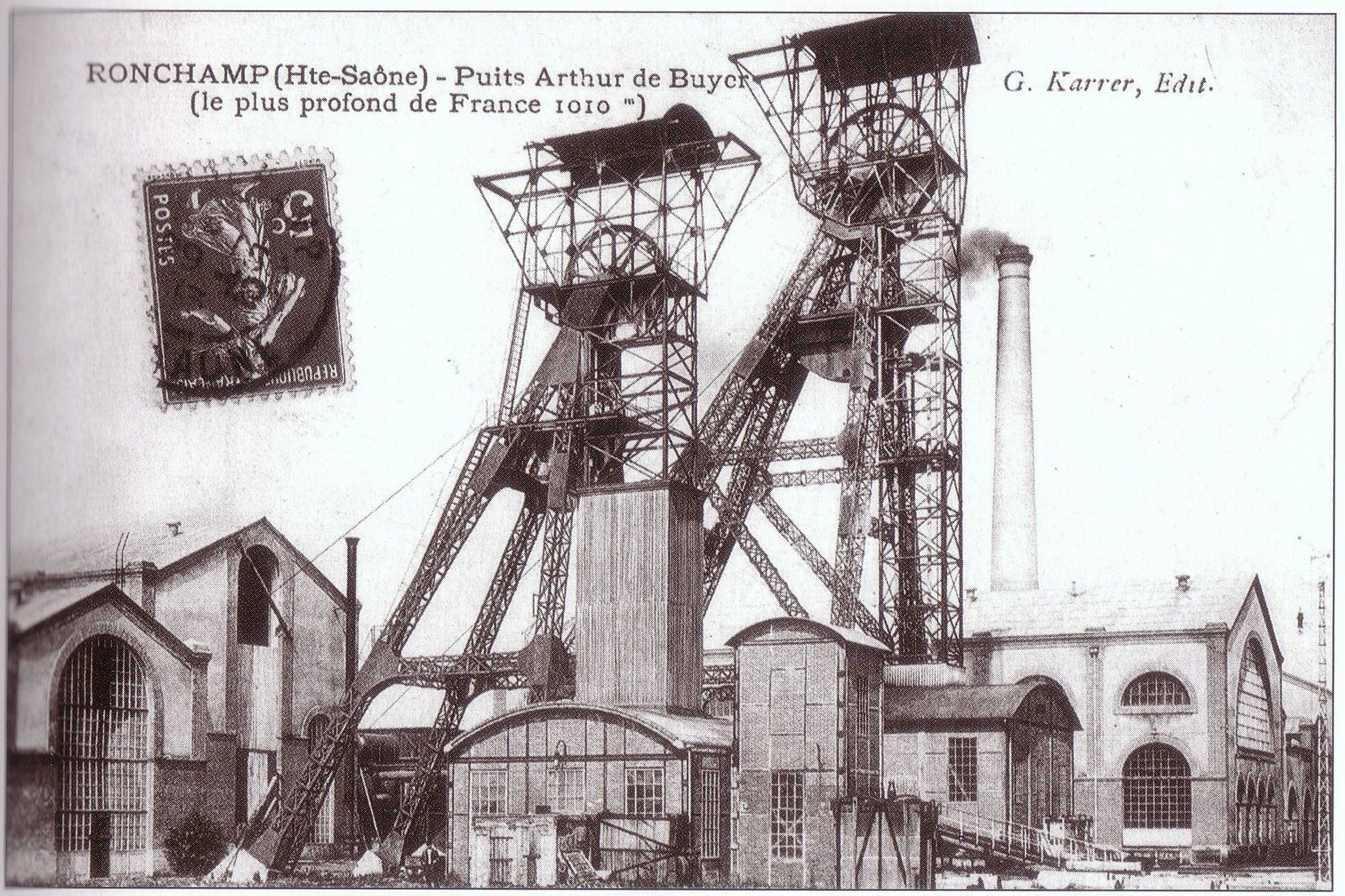
Le puits Arthur-de-Buyer.

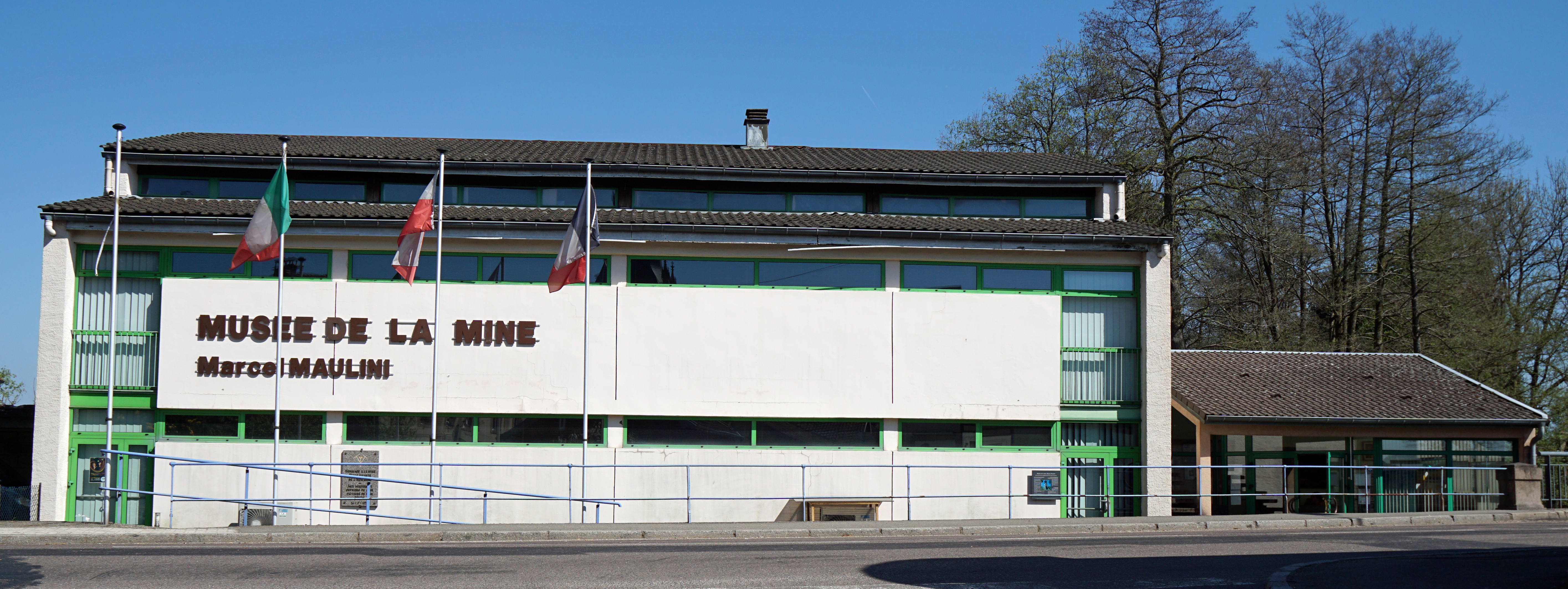
Le musée de la mine Marcel-Maulini.

- 1900, construction du premier chevalement métallique sur le puits Arthur-de-Buyer[2].
- 1903, nouveaux fours à coke au puits du Chanois[2].
- 1906, construction de la centrale thermique du Chanois[2].
- 1919, transformation de la SCHR en "Société anonyme des Houillères de Ronchamp" (SAHR)[2].
- 1920, construction d'un nouveau chevalement en béton armé sur le puits Sainte-Marie[2].
- 1946, nationalisation des houillères, le bassin minier de Ronchamp est confié à Électricité de France[2].
- 1950, retour aux affleurements avec le puits de l'Étançon et plusieurs galeries[4].
- 3 mai 1958, la dernière berline de charbon du bassin minier de Ronchamp et Champagney remonte par le puits du Magny[5].
- 31 janvier 1961, un arrêté accepte la renonciation aux concessions de Ronchamp et Éboulet à électricité de France[5].
- 25 septembre 1976, inauguration du musée de la mine grâce aux efforts du docteur Marcel Maulini. Peu de temps après est créée l'Amicale des houillères de Ronchamp[6].
- 1979, le chevalement du puits Sainte-Marie est rénové par l'entreprise Meuziau[7].
- 1990 : le Cube des Prêles est construit en 1990 dans le centre-ville de Ronchamp pour rendre hommage à la formation du charbon[8]
- 1991, le musée de la mine est acquis par la municipalité.
- 1992, le musée intègre le réseau des musées des techniques et cultures comtoises (MTCC).
- 1994, le carreau du puits Sainte-Marie est aménagé avec une locomotive et des berlines (wagonnets de mine) ; dans le même temps est créée l'association des Amis du musée de la mine (AMM) dont les principales missions sont de faire connaître et d'entretenir le patrimoine minier ronchampois[9].
- 1997, le circuit pédestre de l'Étançon est aménagé afin de permettre de découvrir cette partie située au nord du bassin minier[10].
- 1997 et 1998, la galerie 780 et le plan Grisey no III sont en travaux. Pour les deux galeries, le même aménagement : un mur de pierre est construit et une petite grille permet de voir à l'intérieur[11].
- 1999 et 2000 le site du puits de l'Étançon est défriché et aménagé par les AMM[11].

## XXIesiècle

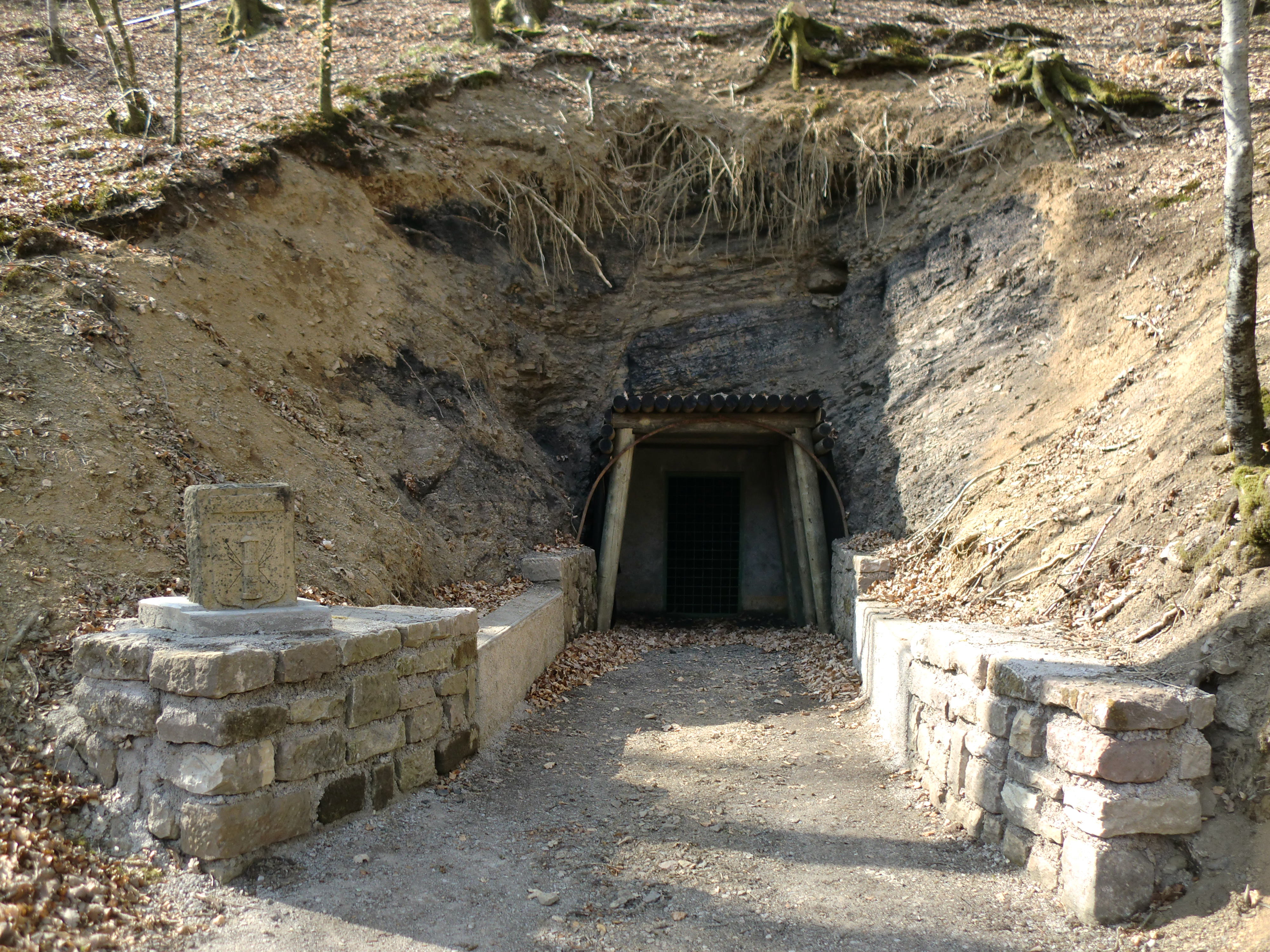
La galerie Datout en 2012.

- 2001, six membres des amis du musée de la mine (AMM) aménagent l'entrée du fonçage Robert. La descente est désormais possible sur une quinzaine de mètres puis une grande grille permet d'admirer les vieux boisages[11].
- 2002, un bas-relief rendant hommage au travail des mineurs est installé par Agnès Descamps sur un bâtiment de la place de l'église.
- 2005, le mémorial de la mine représentant tous les puits de Ronchamp est construit[11].
- 2007 et 2008, le puits de l’Étançon connait de nombreux aménagements[12].
- 2008, le plan Grisey no III est aménagé pour la seconde fois, les vieux madriers de soutien sont remplacés par des nouveaux et l'entrée est réaménagée avec des pierres[11].
- décembre 2009, les clauses de l’acte de donation de la collection du musée de la mine sont levées par un acte notarié et maintenant il est possible de la faire évoluer[13].
- 2010, à la galerie 780, une grille plus grande est installée dans la maçonnerie reconstruite. À l'intérieur le boisage est aménagé sur une vingtaine de mètres avec deux berlines[11].
- juillet 2011, les abords du puits Sainte-Marie sont valorisés dans le cadre d'un chantier international de jeunesse[14].
- 2011 et 2012, la galerie Datout est aménagée, un mur en pierre est édifié et une grande grille permet de voir les cadres métalliques[11].
- Septembre 2012, un monument décoratif rendant hommage aux premiers travaux miniers est construit à proximité de l'ancien puits Saint-Louis[15].
- 2012 et 2013, la galerie Dubois est ouverte par une tranchée, puis est aménagée avec un tuyau d'accès en béton dont l'entrée est cadenassée. Elle est ensuite aménagée de façon similaire à la galerie Datout[16]. Les mêmes années, la grande rigole d'écoulement est découverte à proximité de l'ancienne décharge, puis est aménagée[17],[18]. L'entrée de la galerie 780 est davantage sécurisée grâce à des boisages[11] et des capteurs sismiques y sont installés ainsi qu'à la galerie Dubois[19].
- 2018 : réhabilitation du sentier des affleurements de l'Étançon et du circuit des cités ouvrières.
- Horizon 2021, restructuration et agrandissement du musée de la mine Marcel-Maulini[20].